# Francis Spellman
Francis Joseph Spellman (Whitman, (Massachusetts), 4 mei 1889 – New York, 2 december 1967) was een Amerikaans geestelijke en kardinaal van de Katholieke Kerk.
Spellman studeerde aan de Universiteit van Fordham in New York en aan het Noord Amerikaans College in Rome en werd op 14 mei 1916 priester gewijd. Hij deed enkele jaren pastoraal werk in Boston en werkte vervolgens aan het Staatssecretariaat van de Heilige Stoel. In 1932 benoemde paus Pius XI hem tot titulair bisschop van Silla en tot hulpbisschop van Boston. Hij ontving zijn bisschopswijding in de Sint-Pietersbasiliek en was de eerste Amerikaan ooit die daar werd gewijd.
Op 15 april 1939 werd Spellman de zesde aartsbisschop van New York. Hij werd meteen ook militair ordinarius. Paus Pius XII creëerde hem kardinaal in het consistorie van 18 februari 1946. De Santi Giovanni e Paolo – voorheen de titelkerk van Pius XII zelf – werd zijn titelkerk. In de Tweede Wereldoorlog was Spellman al veelvuldig opgetreden als speciaal gezant van de paus. Hij diende onder meer als verbinding tussen de paus en de Amerikaanse president Roosevelt.
Hij bezocht in 1961 België, om het lijk van mede-kardinaal Jozef Van Roey te begroeten. 
Kardinaal Spellman was zeer bevriend met Pius XII, maar had weinig op met diens opvolger, paus Johannes XXIII. Na een bezoek aan Rome, in het kader van het Tweede Vaticaans Concilie waarvan Spellman een van de voorzitters was, liet hij zich over Johannes ontvallen: Die man is geen paus; hij zou bananen moeten verkopen.
Kardinaal Spellman overleed op 78-jarige leeftijd nadat hij 28 jaar aartsbisschop was geweest.
- Bibsys: 8022254
- Bibliothèque nationale de France: cb12062360v (data)
- Catàleg d'autoritats de noms i títols de Catalunya: 981058527827306706
- Gemeinsame Normdatei: 118751824
- International Standard Name Identifier: 0000 0001 0881 586X
- Library of Congress Control Number: n84018580
- National Archives and Records Administration: 10568120
- Nationale Bibliotheek van Tsjechië: uk20181003969
- Nationale Bibliotheek van Israël: 987007276975905171
- Nederlandse Thesaurus van Auteursnamen: 06923471X
- Istituto Centrale per il Catalogo Unico: CUBV149151
- SNAC: w66971v2
- Système universitaire de documentation: 028879554
- Trove: 1166056
- Virtual International Authority File: 27087364
- WorldCat: E39PBJhRMcXwDKgMKqJdMYRBT3